# 李建勲
李 建勲（り けんくん、生年不明 - 925年）は、中国・唐代末期の詩人。字は致堯（ちぎょう）。広陵郡の出身。本貫は隴西郡狄道県。

## 略歴
唐末、南唐王朝の建国に尽力し、中書侍郎平章事（宰相）に任ぜられたが、後に勢力を失い、撫州節度使に左遷された。更に呼び戻され、司空を拝命したが、鍾山（現在の江蘇省南京市の南東）に別荘を建て、辞職して引きこもったので、天子から鍾山公の号を授けられた。

## 詩人としての彼
現在、『李丞相詩集』二巻が残っている。作品に『宮詞（きゅうし）』（七言絶句）がある。
| 宮詞           |                                                                       |
| 宮門長閉舞衣閑 | 宮門長（つね）に閉ざして舞衣（ぶい）閑（しず）かなり                  |
| 略識君王鬢便斑 | 略（ほ）ぼ識（し）る 君王の鬢（びん）便（すなわ）ち斑（まば）らなるを |
| 却羨落花春不管 | 却って羨む 落花（らっか） 春管（かん）せず                            |
| 御溝流得到人間 | 御溝（ぎょこう）流れ得て 人間（じんかん）に到るを                     |